# Voisins
Voisins is een warenhuis in Saint Helier op het Kanaaleiland Jersey. Het bedrijf werd in 1837 opgericht en is anno 2022 nog steeds in handen van de familie Voisin.   

## Geschiedenis
Op 5 april 1837 startte François Voisin een fourniturenwinkel onder de naam  Voisin & Company aan 26 King Street. De winkel breidde uit en in 1838 werd een herenkledingwinkel geopend en in 1868 een meubelwinkel in New Street. Francois Voisin reisde veel om zijn producten in te kopen en was hierin succesvol. Omdat hij veel reisde had hij een bedrijfsleider nodig voor de winkel en ging hiervoor een partnerschap aan met Charles Bisson. Tot aan zijn pensioen in 1876 werd de winkel Voisin, Bisson & Co genoemd. In 1878 werd de onderneming omgezet in een partnerschap
Met zijn ondernemersvaardigheden startte hij een bank om zijn handel en de deviezen te faciliteren. Zijn bank was een van de weinigen die de bankencrisis midden jaren 1880 op Jersey overleefde. De bank bestond tot eind 19e eeuw, toen de Britse banken van het vasteland zich vestigden op Jersey.  
In 1915 werd het bedrijf overgedragen aan de derde generatie.van de familie Voisin, aan kolonel Francis Hazzard. Onder zijn leiding werd Gaudin's gekocht, een naburig restaurant en bakkerij.   
De panden aan King Street werden in de jaren 1930 gemoderniseerd en de gevels zijn sindsdien grotendeels ongewijzigd gebleven. In 1933 stierf kolonel Voisin en nam zijn zoon Gerald Hazzard het bedrijf. Bij een vliegtuigongeluk kwamen hij en vrouw om het leven.   
Tussen 1938 en 1962 werd het bedrijf geleid door kolonel Francis Ogier Voisin, de broer van Gerald Hazzard. Zijn militaire achtergrond zorgde ervoor dat het bedrijf met ijzeren hand werd geleid. In de Tweede Wereldoorlog vervulde hij militaire taken en was de leiding van de winkel in handen van C Mauger. Tijdens de bezetting sloegen de bezetters hun uniformen op in een magazijn in New Street waar nu de parkeerplaats van Voisins is gevestigd. Op 1 april 1941 stuurde Voisins een klachtenbrief naar gerechtsdeurwaarder Alexander Coutanche over de overdracht voor het bakken van het broodrantsoen van het eiland van Gaudin's naar A de Gruchy. Tegen het einde van de bezetting opende Voisins alleen op zaterdag voor de verkoop van tweedehands goederen.   
In 1962 werd Gerald Francis Voisin de vijfde generatie van de familie Voisin die de winkel runde. Op dat moment had de winkel 30 afdelingen en bijna 200 medewerkers. In 1972 was dit toegenomen tot 36 afdelingen en 270 medewerkers, wat leidde tot verdere uitbreidingen en moderniseringen in de hele winkel. In hetzelfde jaar opende Voisins een filiaal in het Franse Saint Malo, waar een assortiment werd verkocht variërend van kasjmier tot tapijten. In die tijd exposeerde Voisins regelmatig op de vakbeurs in Rennes.
In 1992 kocht de huidige eigenaar Francis Gerald Voisin het bedrijf van zijn vader. Hij zette het bedrijf voort en moderniseerde het winkelfront in 1996. In hetzelfde jaar sloot het filiaal in Saint Malo. Vier jaar later veranderde de naam van het bedrijf van Voisin and Co in Voisins Department Store. In 2011 opende Café 1837 op de eerste verdieping, de naam die herinnert aan de oprichtingsjaar van Voisins.   
Voisins is het op één na grootste warenhuis van Jersey.